# طعم حلوا
طعم حلوا فیلمی به کارگردانی پاول آرسنوف است در سال ۱۹۷۵ و کشور اتحاد جماهیر شوروی تولید شد. این فیلم پیش‌درآمدی بر ماجراهای خواجه نصرالدین است و شرح نوجوانی او را بازگو می‌کند.